# Ташкентский финансовый институт
Ташкентский финансовый институт (узб. Toshkent moliya instituti/Тошкент молия институти) — высшее учебное заведение Узбекистана. Расположен в Ташкенте на проспекте Амира Темура, 60А. В 2019 году институт занял четвёртое место среди 65 вузов Узбекистана по версии всемирного рейтинга университетов uniRank.

## История
Институт был основан в 1931 году как Среднеазиатский финансово-экономический институт. Позже он был переименован в Ташкентский финансово-экономический институт. В 1962 году его название было изменено на Ташкентский институт народного хозяйства.
Ташкентский финансовый институт был образован в 13 мая 1991 году в результате объединения двух факультетов Ташкентского института народного хозяйства: кредитно-экономического и учетно-экономического. Первым ректором стал действительный член Академии наук Республики Узбекистан, доктор экономических наук, профессор Мурад Шарифходжаев. Первоначально в институте было 3 очных факультета (финансово-экономический, кредитно-экономический и учётно-экономический) и 2 заочных (кредитно-экономический и финансово-учётный экономический факультеты), а также 20 кафедр.
18 декабря 1995 года Министерство высшего и среднего специального образования Республики Узбекистан своим приказом №277 придало Ташкентскому финансовому институту статус базового высшего учебного заведения, к которому прикреплены шесть высших учебных заведения (АЭИИ (ныне АндМИ, ККГУ, КарГУ, НамМИИ, ТермГУ, ФерПИ).
В 1999 году была создана магистратура.
В 2004 году был открыт факультет финансового менеджмента. В следующем, 2005 году был создан образован факультет налоги и страховое дело, в 2011-2012 учебном году был переименован в факультет страхования. В 2007 году создан факультет финансирование проектов. В 2009 году общеэкономический факультет переименован в факультет бюджетного учёта и государственных фондов.
В 2018 году на базе кредитно-экономического факультета образован факультет «Банковское дело».
В 2018 году было открыто заочное отделение, которое будет выпускать бакалавров по четырем направлениям.

## Стратегия развития
В планы института входят:
- Уделять внимание одаренным и энергичным ученикам и предоставлять все необходимое для их успеха;
- Повышение квалификации и знаний профессоров и преподавателей;
- Совершенствование учебных пособий, учебников и разработка новых материалов;
- Усилить отношения с университетами из развитых стран;
- Сделать университет равным международным университетам;
- Привлекать международных инвесторов для развития университета;
- Работать с Национальной академией Узбекистана, с узбекскими центральными и коммерческими банками, Министерством финансов и другими компаниями для лучшей интеграции теоретических и практических знаний[3][4]

## Персонал
На 24 кафедрах и 6 факультетах института работают 453 преподавателя, из них — 40 докторов наук и профессоров, 132 кандидата наук и доцента. Среди них три «Заслуженных деятеля науки Республики Узбекистан», по двое «Заслуженных работников народного образования Республики Узбекистан» и «Заслуженных экономистов Республики Узбекистан», один — «Заслуженный изобретатель и рационализатор Республики Узбекистан».

## Ресурсы
В фонде Информационно-ресурсного центра Ташкентского финансового института насчитывается в общей сложности более 650 000 экземпляров учебной, научной и другой вспомогательной литературы.
С 2005 года действует издательство ГУП «Iqtisod-moliya». С 2008 года выходит научно-экономический журнал института «Молия», включенный в список научных журналов, публикации в которой признаются Высшей аттестационной комиссией.

## Факультеты
В настоящее время в Ташкентском финансовом институте работают семь рабочих факультетов:
- Факультет финансового менеджмента;
- Бухгалтерия и аудиторский факультет;
- Кредитно-экономический факультет;
- Финансово-экономический факультет
- Факультет «Налоги и страхование»;
- Факультет «Казначейство и государственные фонды»;
- Филиал магистратуры.

Факультеты включают 26 кафедры.

#### Факультет финансового менеджмента
Факультет финансового менеджмента открылся в 2004 году под названием «Менеджмент». В 2011 году факультет получил свое нынешнее название.
С 2003 по 2010 год деканом факультета был Ф. Каримов. С 2010 по 2012 год факультет был под руководством Ф. Бабашева. С 2012 года деканом стал О.Астанакулов.
Факультет состоит из четырех кафедр:
- Управление и маркетинг;
- Финансовый менеджмент;
- Профессиональное образование;
- Узбекский и русский языки.

Адрес месторасположения: Узбекистан, Ташкент, Кичихалкская дорога - 7 дом

#### Факультет "Бухгалтерия и аудиторский факультет"
Факультет бухгалтерского учета и аудита был создан в 1946 году при Ленинградском институте.
В первый год обучения факультет закончили 54 студента. Начиная с 1948 года, первой основной специальностью  была Статистика.
Более поздние специальности включают Учет в Государственном банке (1955), Учет в сельском хозяйстве (1952) и Учет и экономические изменения в транспортных корпорациях (1964). С 1980 года Аудит стал основной специальностью. После Независимости факультет получил свое нынешнее название. Выпускники факультета работают в корпорациях и государственных компаниях. В 1990 году был создан Республиканский союз бухгалтеров и аудиторов.
Адрес месторасположения: Узбекистан, Ташкент, ул.А.Темура.

#### Кредитно-экономический факультет
Данный факультет открылся в 1946 году под названием «Кредитная экономика» и «Финансы-экономика». После обретения независимости 1 июня 1991 год начал свою деятельность "Кредитно-экономический факультет". С 2017 года деканом был Н. Обломуродов.
В факультете имеются три отдела:
- Банковская работа;
- Счета и аудит в банках;
- Информационные и коммуникационные технологии.

В распоряжении факультет имеются
- Конференц-зал (215 каждый) - 2 зала;
- Учебные комнаты (всего 1000) - 33 комнаты;
- Компьютерные классы (всего 210) - 2 класса;
- Языковые комнаты - 3 комнаты.

Адрес месторасположения:  10000, улица А. Темур 60А

#### Финансово-экономический факультет
Это самый большой факультет института. Он открылся в 1946 году. Его нынешнее название было дано после Независимости. В него входят четыре отдела. Факультет сотрудничает с международными университетами. Профессора и преподаватели регулярно проходят обучение за рубежом, в таких университетах, как Техас A & M, Ritsumeikan, Азиатско-Тихоокеанский университет, Университет Стерлинга, Московская финансовая академия, Московский государственный университет, Санкт-Петербургский экономический и финансовый университет, Университет Мангейма, Университет Пассау, Гамбург Университет информационных технологий, Университет Технологии МАРА и Индийский финансовый университет.
Кафедры факультета:
- Бизнес и предпринимательство
- Физическая культура
- Финансы
- Финансовый анализ
- Финансирование проектов
- Экономическая теория
- Региональная экономика

Адрес месторасположения: А. Темур 60А 

#### Факультет «Налоги и страхование»
Факультет «Налоги и страхование» открылся в 2005 году под названием «Налоговая и страховая работа». В 2011 году получил своё нынешнее название. Сотрудничает с международными университетами.
В факультете имеются три отдела:
- Налоги;
- Страхование;
- Философия и теория построения демократической нации.

Адрес месторасположения: Кичикксальская дорога, 7 дом.

#### Факультет «Казначейство и государственные фонды»
Факультет «Казначейство и государственные фонды» был открыт в 2004 году как факультет "Универсальная экономика". 29 января 2010 года факультет был переименован и получил свое нынешнее название.
На этом  факультете имеются 5 специальностей:
- Пенсии
- Вложения
- Бюджеты
- Бизнес
- Физкультура и спорт

#### Филиал магистратуры
Филиал магистратуры был создан для того, чтобы предоставить будущим студентам возможность обучения в аспирантуре. Филиал состоит из двух курсов, и в 2012 году в нем обучалось 866 студентов (508 с первого курса, 358 с второго курса).
Обучение проводится по следующим специальностям:
Финансы
Теория экономики
Банковская работа
Счета и аудит в банках
Учет
Аудит
Финансовый анализ
Статистика
Финансовый менеджмент
Подсчет бюджета
Казначейские работы
Финансовый рынок и деньги
Вложения
Страхование
Руководство
- Ректор —  доктор экономических наук, профессор Тешабаев Тулкин Закирович
- Проректор по учебной работе — доктор экономических наук, профессор Туйчиев Алишер Жураевич.
- Проректор по научной работе и инновациям —  доктор экономических наук,профессор Мехмонов Султонали Умаралиевич
- Проректор по работе с молодёжью — кандидат экономических наук, доцент Каримова Комила Данияровна

## Международное сотрудничество
В сентябре 2019 года начнёт свою деятельность совместный узбекско-малайзийский факультет, открытый Ташкентским финансовым институтом и частным Университетом управления и предпринимательства «Binary» (Малайзия). Выпускники факультета получат дипломы обоих вузов.